# 夢1号
「夢1号」（ゆめいちごう）は、NICO Touches the Wallsの11枚目のシングル。2012年12月19日にキューンレコードから発売。

## 解説
前作「夏の大三角形」から7ヵ月ぶりのシングル。ボーナストラックとして、2012.11.3 函館のclub COCOAで行なわれた「NICO Touches the Walls TOUR2012“ALGORHYTMIQUE"」からのライブ音源3曲も収録。

## 収録曲
全編曲：NICO Touches the Walls
1. 夢1号
（作詞・作曲：光村龍哉）
TBS系『COUNT DOWN TV』2012年12月度オープニングテーマ
2. 決戦は金曜日
（作詞：Miwa Yoshida、作曲：Masato Nakamura）
DREAMS COME TRUEのカヴァー曲。
3. 風人 -Bonus tracks-
4. バイシクル -Bonus tracks-
5. 芽 -Bonus tracks-